# Ivan Grgat
Ivan Grgat (ur. 22 września 1974 w Sinju) – chorwacki koszykarz, grający na pozycji środkowego.

## Sukcesy
Klubowe
- Maroussi
  - wicemistrzostwo Grecji w 2004 roku
  - finalista EuroChallenge 2004
- Aris
  - mistrz EuroChallenge w 2003
  - finalista Pucharu Grecji 2003
- KK Cibona
  - mistrzostwo Chorwacji w 1997-99
  - Puchar Chorwacji 1999
- KK Zadar
  - mistrzostwo Chorwacji w 2002
  - finalista Pucharu Chorwacji 2002
- Anwil Włocławek
  - wicemistrzostwo Polski w 2000
- BC Koermend
  - wicemistrzostwo Węgier w 2007
- KK Siroki Brijeg
  - mistrzostwo Bośni i Hercegowiny w 2009-11
  - Puchar Bośni i Hercegowiny 2011